# SN 2009jm
SN 2009jm – supernowa typu Ia odkryta 12 września 2009 roku w galaktyce A225014+1033. Jej maksymalna jasność wynosiła 22,20m.